# Ascorbato 2,3-diossigenasi
La ascorbato 2,3-diossigenasi è un enzima appartenente alla classe delle ossidoreduttasi, che catalizza la seguente reazione:
ascorbato + O2 + H2O ⇄ ossalato + treonato
L'enzima richiede ferro(II).